# Джерело Кремньове
Джерело Кремньове  — гідрологічна пам'ятка природи місцевого значення в Україні. Об'єкт природно-заповідного фонду Сумської області. 
Розташована на північ від с. Сидорова Яруга Великописарівського району Сумської області. 
Площа 0,02 га. Статус надано 28.01.2003 р. Перебуває у віданні Гетьманського національного природного парку та ДП «Охтирське лісове господарство». 
Охороняється самовитічне джерело питної води доброї якості на території лісової ділянки у підніжжі правого корінного берега р. Ворскла.
Входить до складу Гетьманського національного природного парку.